# 사사하라촌
사사하라촌(笹原村)은 후쿠시마현 히가시시라카와군에 있었던 촌이다. 1955년 사사하라촌, 하나와사사하라정 등 2개 정·촌이 합병하여 하나와사사하라정이 신설되고 폐지되었다.

## 지리
하나와정의 남부가 사사하라촌이 있던 곳이다.

## 역사
- 1889년 4월 1일 - 정촌제 시행에 의해 11촌이 합병해 히가시시라카와군 사사하라촌이 성립하였다.
- 1955년 3월 10일 - 사사하라촌, 하나와정 등 2개 정·촌이 합병하여 하나와사사하라정이 신설되고, 사사하라촌 등은 폐지되었다.

## 인구
- 1889년 2,703
- 1920년 3,862
- 1947년 5,921

## 참고 문헌
- 角川日本地名大辞典編纂委員会『角川日本地名大辞典 7 福島県』、角川書店、1981年 ISBN 4-04-001070-1
- 日本加除出版株式会社編集部『全国市町村名変遷総覧』、日本加除出版、2006年、ISBN 4-8178-1318-0